# Circumvesuviana

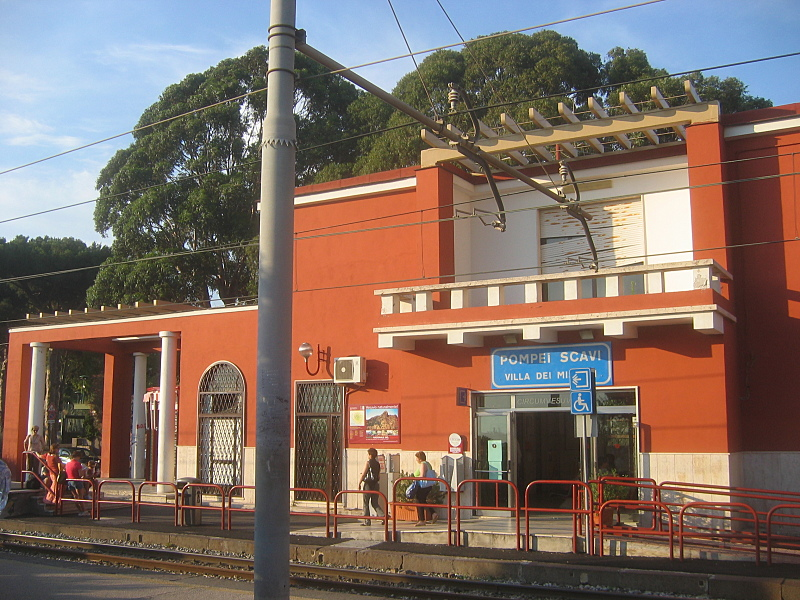
Pompei Scavi, a Circumvesuviana egyik megállóhelye

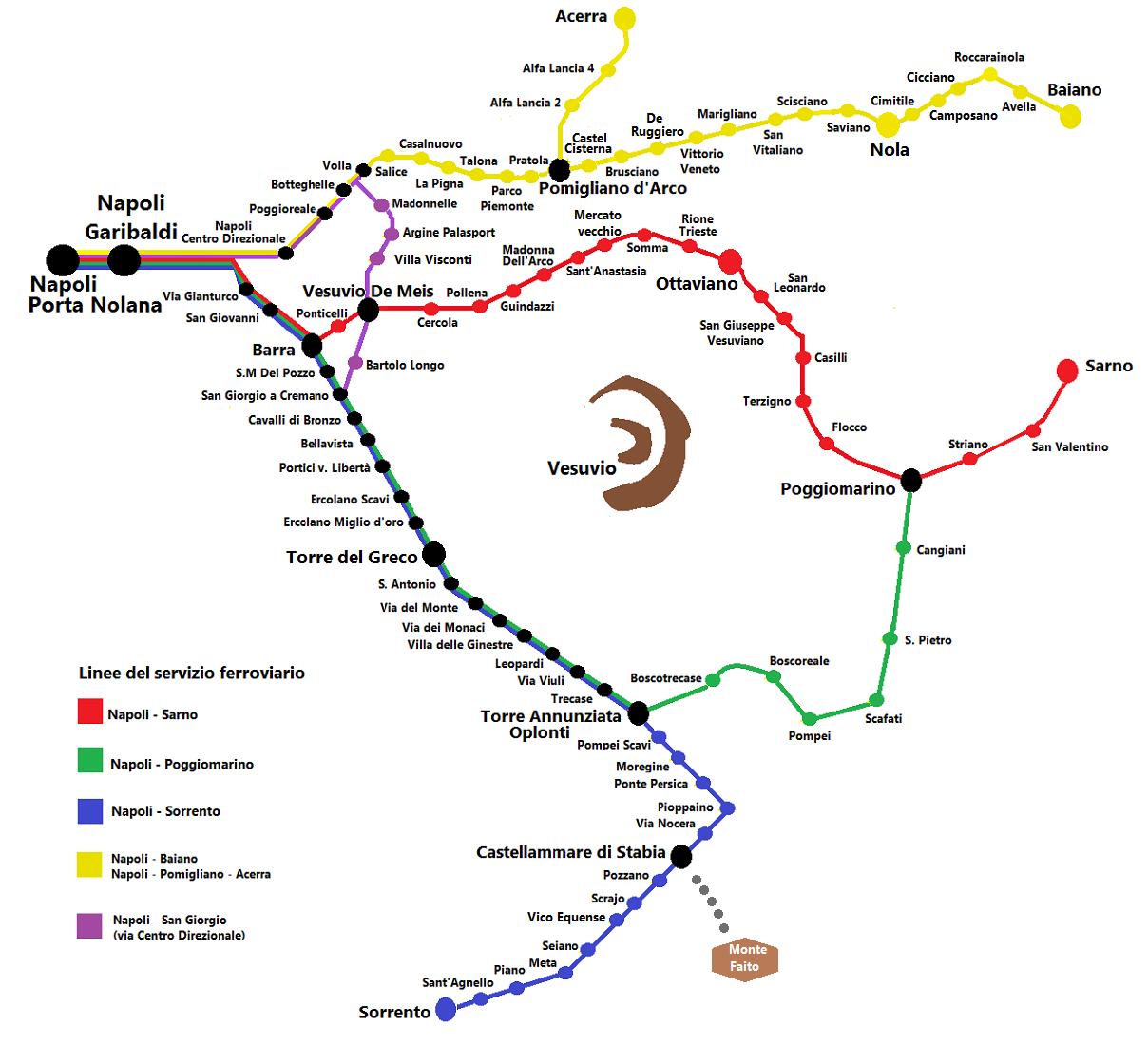
A társaság vonalai

A Circumvesuviana egy nápolyi vasúttársaság neve, mely a Vezúv körüli településéket összekötő vasúthálózatot üzemelteti. A keskeny nyomtávú (950 mm) vasúthálózat hossza 138 km, 96 állomással, megállóhellyel. Maximális sebesség a hálózaton 90 km/h.
Az összes vonal végállomása Nápoly, a Porta Nolana pályaudvar. Egyik leágazása a sorrentói partvonalat követi. A vonal számos római kori emléket útbaejt: Pompeji, Herculaneum, Torre Annunziata. A sorrentói leágazás látványos vidéken halad keresztül: hidakon, alagutakon át.

## Vonalak
Hat fővonalból áll a hálózat:
| Vonal                             | Megnyitás | Hossz | Végállomások | Útvonal                                         | Állomások | Menetidő |
| --------------------------------- | --------- | ----- | ------------ | ----------------------------------------------- | --------- | -------- |
| Naples – Baiano                   | 1885      | 38 km | 28           | Porta Nolana - Nola - Baiano                    | 28        | 59 perc  |
| Naples – Sarno                    | 1891      | 38 km | 28           | Porta Nolana - Ottaviano- Sarno                 | 28        | 65 perc  |
| Naples – Poggiomarino             | 1904      | 35 km | 25           | Porta Nolana -Scafati - Poggiomarino            | 25        | 57 perc  |
| Naples – Sorrento                 | 1932      | 47 km | 36           | Porta Nolana - Torre Annunziata - Sorrento      | 36        | 68 perc  |
| Branch Botteghelle – San Giorgio  | 2001      | 8 km  | 7            | Porta Nolana - Centro Direzionale - San Giorgio | 11        | 15 perc  |
| Branch Pomigliano d'Arco – Acerra | 2005      | 3 km  | 4            | Porta Nolana - Pomigliano - Acerra              | 16        | 28 perc  |